# Santo Estêvão
Santo Estêvão este un oraș în statul Bahia (BA) din Brazilia.